# NGC 1078
NGC 1078 je galaksija u zviježđu Kit.

## Vanjske poveznice
- SEDS: NGC 1078